# Glória do Ribatejo
Glória do Ribatejo era una freguesia portuguesa del municipio de Salvaterra de Magos, distrito de Santarém.

## Historia
Fue suprimida el 28 de enero de 2013, en aplicación de una resolución de la Asamblea de la República portuguesa promulgada el 16 de enero de 2013 al unirse con la freguesia de Granho, formando la nueva freguesia de Glória do Ribatejo e Granho.